# ديليس بالوما (فلم)
ديليس بالوما هو فيلم جزائري فرنسي صدرَ عام 2007 للمخرج نادر مكناش وبطولة بيونة. يروي الفيلمُ قصّة قوادةٍ تُدعى ألجيريا تُدير شبكة كبيرة للدعارة في مدينة الجزائر ويحكي عن ماضيها وحياتها وكل ما مرّت منه.

## طاقم التمثيل
- بيونة في جور مدام ألجيريا
- نادية قاسي في دور شهرزاد
- أيلين براندي في دور بالوما/رشيدة
- دانيال لونده في دور رياض
- فضيلة وابدي السلام في دور مينا
- حفصة قديل في دور مدام بلليل
- أحمد بن عيسى في دور مسيو بلليل
- نوال زميت في دور البياع
- لو شيوليانغ في دور السيد تشانغ
- كريم موسوي في دور زوج شهرزاد

## الجدل
أثار الفيلمُ الكثير من الجدل داخل المجتمع الجزائري كونه يُقدّم – حسب كلام بعض النقاد – صورة سيّئة عن المجتمع الجزائري خاصّة أن الممثلة الجزائريّة بيونة التي لعبت دور العاهرة تحملُ اسم «ألجيريا» في الفيلم كما تظهرُ فيهِ بلباسٍ يعكسُ ألوان العلم الجزائري: الأبيض والأحمر والأخضر.
أثار الفيلمُ أيضًا الكثير من ردود الفعلِ بسبب تقديمهِ لمشاهد ساخنة ومشاهد عري فاضحة «تتناقض مع طبيعة المجتمع الجزائري المحافظ»، كما تعرضت الحكومة الجزائريّة للكثير من الانتقادات بسبب مشاركتها في تمويلِ الفيلم بمبلغ قدره 10 ملايين دينار جزائري وهو ما أثارَ غضب أوساط ثقافية واجتماعية في الداخل الجزائري.